# Edgar Canisius
Edgar Canisius (Wenen, 26 juni 1865 - ?) was een Amerikaan die diende in de Onafhankelijke Congostaat en naderhand getuigde tegen het koloniale rubberregime.

## Leven
Canisius was het derde kind van de Duitse Amerikaan Heinrich Theodor Canisius (1826-1885), een emigrant die in 1861 door Lincoln benoemd was tot consul in Wenen. De zoon vertrok op 6 maart 1896 vanuit Antwerpen naar de Onafhankelijke Congostaat, waar hij deelnam aan de Arabische campagne onder Hubert Lothaire. Zijn dienst zat erop in februari 1899. Na zijn verlof keerde hij terug naar Afrika, nu niet meer voor rekening van de Onafhankelijke Congostaat maar van de Société anversoise du commerce au Congo. In deze uitgezogen rubberconcessie nam hij deel aan strooptochten tegen de opstandige Budja.
In april 1901 hield Canisius het ook bij de Anversoise voor bekeken. E.D. Morel gebruikte zijn getuigenis in de Pall Mall Gazette van 16 oktober. Hij nam ook het woord in de Morning Post van 15 januari 1903, en later dat jaar verscheen zijn verslag van de Congogruwel in boekvorm. A Campaign Amongst Cannibals was gebundeld met The Curse of Central Africa van Guy Burrows en verdween daardoor mee van de Britse markt toen Burrows zijn lasterproces verloor. Canisius tekende het verhaal op van Ilanga, een vrouw uit het dorp Waniendo die tot slavernij was gebracht en die net als hijzelf het Swahili machtig was. Het is een van de weinige Congolese stemmen uit die periode.
Nadien ging Canisius werken voor een Brits bedrijf in Afrika en verdween hij uit de geschiedenis.

## Publicaties
- A Campaign Amongst Cannibals: The Rubber Regime, in: The Curse of Central Africa, Londen, C.A. Pearson, 1903, p. 63-80 (met Guy Burrows)

## Voetnoten
1. ↑  The Curse of Central Africa, 1903, p. 250-256